# Vertaizon
Vertaizon – miejscowość i gmina we Francji, w regionie Owernia-Rodan-Alpy, w departamencie Puy-de-Dôme.
|  |

Według danych na rok 1990 gminę zamieszkiwało 2156 osób, a gęstość zaludnienia wynosiła 168 osób/km² (wśród 1310 gmin Owernii Vertaizon plasuje się na 96. miejscu pod względem liczby ludności, natomiast pod względem powierzchni na miejscu 704.).